# Ван Кутсвелд, Жоэль
Жоэль ван Кутсвелд ван Анкерен (нидерл. Joëlle van Koetsveld-van Ankeren; род.2 июня 1973 года в общине Лунен-ан-де-Вехт, провинция Утрехт) — нидерландская конькобежка, специализирующаяся в шорт-треке. Участвовала в Зимних Олимпийских играх 1988 и 1992 годов. Серебряный призёр в абсолютном зачёте чемпионата мира 1990 года.

## Биография
Жоэль ван Кутсвелд выросла в Амстердаме и научилась кататься на коньках на катке Яп Эденбаан. Она считалась одной из величайших талантов не только Нидерландов, но и Европы. Её пригласили в национальную сборную в 14 лет, как чемпионку среди юниоров для участия на показательных соревнованиях по шорт-треку на Олимпийских играх в Калгари, где ей разрешили заменить отстраненную Мануэлу Оссендрейвер. После этого турнира она решила полностью перейти в шорт-трек. В первый же год стала чемпионкой Нидерландов, разделив 1-е место с Моникой Велзебур и заняла 4-е место в Кубке Европы.
В 1989 году на чемпионате мира в Солихалле она ударилась левым коленом о борт, но всё-равно заняла второе место на 1500 метров и в эстафете. После последовало две операции, боль осталась. От встречи с хирургом Жоэль отказалась почти на год. На следующий год на своей родине в Амстердаме Жоэль стала второй в общем зачёте, выиграв две серебряные медали на дистанциях 1000 и 1500 метров, а потом победила в финале эстафеты. В том же году Жоэль стала первой чемпионкой Европы от Нидерландов, когда турнир назывался кубком Европы и взяла "серебро" Кубка мира в беге на 500 м в общем зачёте.
После чемпионата она легла в больницу, и после 4-й операции взяла отпуск от спорта. Через полтора года она переезжает на запад страны во Фрисландию с физиотерапевтом Ватто ван дер Вельде, где тренировалась по 8 часов в день и даже стала вице-чемпионом Нидерландов. После очередных операции специальная скоба исправила колено, но на соревнованиях ISU ей запретил носить этот бандаж. В 1992 году смогла принять участие в зимних Олимпийских играх в Альбервилле, правда выше 13 места на дистанции 500 метров не поднялась, а в эстафете была шестой.
После седьмой операции она пришла к выводу, что все еще страдает от колена. На чемпионате мира в Денвере вместе с партнершами стала второй в эстафете. Это была последняя награда Жоэль. Без скобы на колено было тяжело выступать и она закончила карьеру спортсменки. Однако, будучи молодым тренером "оранжевых", она продолжала интенсивно заниматься шорт-треком, а также открыла свой салон красоты.